# Wi-Fi Alliance
Wi-Fi Alliance – przemysłowe stowarzyszenie zrzeszające ponad 300 firm, w tym producentów sprzętu 802.11i, oprogramowania i układów scalonych. Jego rolą jest promowanie sprzętu 802.11 oraz dbanie o wzajemną zgodność urządzeń.
Wi-Fi Alliance jest właścicielem znaku towarowego Wi-Fi, a także loga Wi-Fi CERTIFIED.
Dawniej organizacja nazwana była WECA, lecz zmieniła swoją nazwę na Wi-Fi Alliance w 2003 r.
Aktualnie siedziba organizacji mieści się w Austin w Teksasie.